# Droits LGBT au Cap-Vert
Les droits LGBT au Cap-Vert sont légaux et autorisés depuis 2004. Les activités sexuelles entre hommes et femmes du même sexe sont légales dans le pays.
En outre, depuis 2008, la discrimination lors d'une embauche liée à l'orientation sexuelle dans une entreprise est interdite. Néanmoins, le mariage entre personnes de même sexe n'est pas reconnu. Les ménages dirigés par des couples de même sexe ne bénéficient toujours pas des mêmes protections juridiques que les couples de sexe opposé.

## Loi sur l'activité sexuelle
En 2004, le Cap-Vert modifie son code pénal pour supprimer toutes les dispositions relatives aux relations homosexuelles consenties, devenant ainsi le deuxième pays africain à dépénaliser l'homosexualité après l'Afrique du Sud.
Au moment de la décriminalisation, l'âge légal du consentement était de 16 ans, soit le même âge pour les actes hétérosexuels consentis. Depuis 2015, l'âge de consentement au Cap-Vert est de 14 ans.

## Reconnaissance des relations entre personnes de même sexe
Le Cap-Vert ne reconnaît pas les unions entre personnes de même sexe. Le 11 juillet 2017, le Premier ministre Ulisses Correia e Silva a déclaré que la légalisation du mariage entre personnes de même sexe n'était pas à l'ordre du jour.

## Protections contre la discrimination
La discrimination fondée sur l’orientation sexuelle sur le lieu de travail est interdite par les articles 45(2) et 406(3) du Code du travail (portugais : Código Laboral) depuis 2008. La sanction est une amende dont le montant varie au cas par cas. Le Cap-Vert est ainsi l'un des seuls pays africains à offrir de telles protections aux personnes LGBT, et le seul hors d'Afrique australe. L'article 406(3) dispose :

« La peine prévue au présent article s'applique également au licenciement abusif fondé sur des motifs raciaux, l'appartenance à un groupe ethnique particulier, des motifs religieux, l'orientation sexuelle ou tout autre motif discriminatoire. »